# Ena de Silva
Ena Aluwihare de Silva, puis Ena de Silva, née le 22 octobre 1922 à Matale dans l'actuel Sri Lanka et morte le 29 octobre 2015 dans la même ville, est une artiste srilankaise réputée,.
Elle est créditée du rétablissement de l'industrie du batik, une technique d'impression des étoffes, au Sri Lanka. Elle est réputée pour ses compétences et son talent en matière de conception de batiks et d'artisanat. Elle joue un rôle central dans la renaissance des arts et de l'artisanat propres au Sri Lanka.
Elle crée un centre de production et un centre de préservation du patrimoine. Elle enseigne son art, est consultante du Commonwealth pour l'artisanat, et contribue à la réinsertion de jeunes femmes.

## Jeunesse, famille
Ena Aluwihare naît le 23 octobre 1922, à Matale. Elle est la plus jeune des deux filles de Sir Richard Aluwihare (1895-1976), un fonctionnaire qui devient le premier inspecteur général de la police de Ceylan et le Haut-Commissaire de Ceylan en Inde, et de Lady Aluwihare née Lucille Moonemalle,.
En 1941, à dix-neuf ans, elle s'enfuit du domicile familial pour épouser secrètement Osmund de Silva, un policier plus âgé qu'elle, qui servira d'assistant personnel à son père et lui succédera finalement comme inspecteur général de la police.
Elle déménage à Jaffna et y est reste pendant un certain temps après que son mari ait été transféré dans le district de Jaffna. Pendant son séjour à Jaffna, l'entomologiste bien connu George Morrison Reid Henry s'avère être l'un de ses voisins. Ils ont deux enfants, un fils, Anil Gamini Jayasuriya, également artiste et défenseur de l'environnement, et une fille, Anula Kusum Gilmour.

## Formation
Elle effectue ses études primaires au Ladies' College et s'intéresse aux plantes pendant sa scolarité au Ladies' College. Elle est considérée comme une étudiante brillante en études et est récompensée pour ses efforts en remportant le Ingram Shield, la distinction la plus convoitée du programme de son école ; elle est en plus la première récipiendaire de ce prix. Elle laisse passer l'occasion de pousser plus loin ses études puisqu'elle envisageait de suivre des études botaniques à l'Université de Colombo.

## Carrière artistique, enseignement
Elle a étudié l'art dans sa jeunesse, mais sa carrière artistique propre commence quand elle et son mari contactent en 1960 l'architecte Geoffrey Bawa pour leur concevoir une maison à Colombo,.
Ena de Silva développe une relation professionnelle à long terme avec cet architecte : elle conçoit et réalise des tapisseries en batik pour un certain nombre de ses bâtiments, notamment le Bentota Beach Hotel et le Parlement du Sri Lanka,. Elle fonde en 1960 un cabinet avec Laki Senanayake, le professeur Reggie Siriwardena et son fils. Tous les motifs en batik d'Ena de Silva sont créés à la main, y compris sa signature « Arbre de vie ».
Elle fonde ensuite en 1964 le Matale Heritage Centre, qui produit des batiks. Après la mort de son mari, elle passe deux ans en tant que consultante du Commonwealth en artisanat dans les îles Vierges britanniques,. À son retour au Sri Lanka, elle s'installe en 1982 dans sa maison de famille à Aluwihare en 1982. Elle transforme dans les années 1980 la maison de son père à Matale en centre du patrimoine, et elle y enseigne diverses disciplines comme la menuiserie, la couture, la fonderie de laiton et la production de batik.
Ena de Silva reçoit en 2011 un prix pour l'ensemble de sa carrière, décerné par le Geoffrey Bawa Trust,. Elle est également admirée et respectée dans le domaine artistique pour avoir transmis et partagé ses connaissances et son expérience avec les nombreuses jeunes femmes qui ont travaillé avec elle au cours de sa vie. Elle consacre également une grande partie de son temps à de nombreuses jeunes femmes, en particulier celles qui ont abandonné l'école, pour les aider à devenir des personnes financièrement indépendantes en les préparant et en les responsabilisant par ses méthodes.
Elle meurt à 93 ans à son domicile le 29 octobre 2015.